# Girgam
El Girgam o Diwan es la crónica real del Reino de Kanem, escrita en árabe. Es una de las principales fuentes sobre dicho reino y sus vecinos, incluyendo Daura, Fika y Mandara.
El Girgam fue descubierto en 1851 por el viajero alemán Heinrich Barth en Kukawa, la capital de Bornu en el siglo XIX.  Proporciona los nombres de 69 gobernantes de Kanem-Bornu e información suplementaria sobre la longitud de sus reinados, su ascendencia y a menudo algunos acontecimientos de sus reinados. La información dada por varios autores árabes (Ibn Sa'īd, al-Maqrīzī y al-Qalqashandī) confirma la validez de datos proporcionados por el Girgam. En la base a estas fuentes, se pudo trazar una cronología de los gobernantes de Kanem-Bornu de los siglos X a XIX. Después de la caída del dinastía Sefuwa en 1846, los seguidores de la nueva dinastía Kānemī trataron de borrar la memoria de sus predecesores. Por eso se destruyeron la mayoría de las copias, siendo los dos ejemplares encontrados por Barth los únicos conocidos.